# 拉尔阶梯

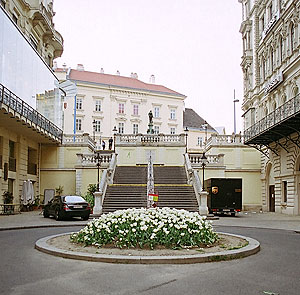
拉尔阶梯

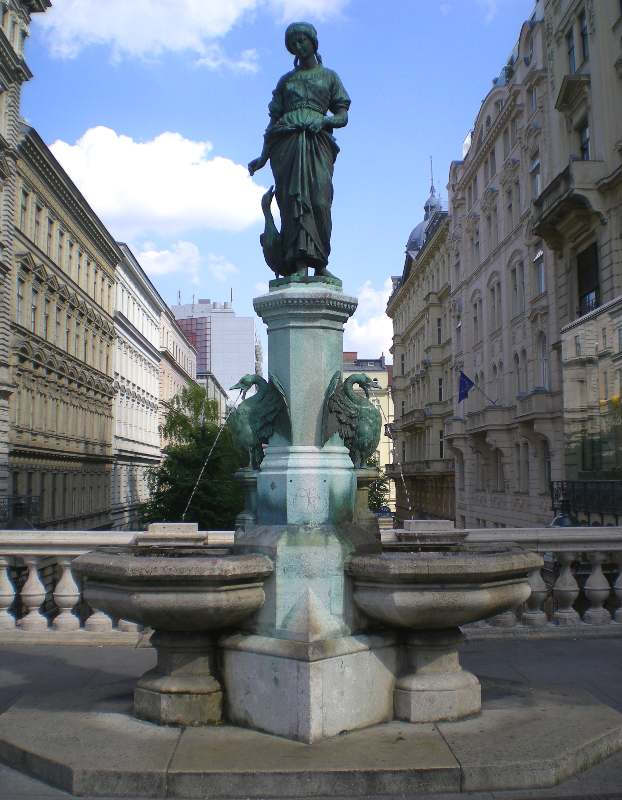
鹅少女喷泉

拉尔阶梯（Rahlstiege）位于维也纳的玛利亚希尔夫区（第六区），连接拉尔巷（Rahlgasse）和玛利亚希尔夫大街，克服了约6.5米的高差。1870年，拉尔阶梯完成，以画家卡尔·拉尔命名。
1886年，安东·保罗·瓦格纳设计了阶梯上方的“鹅少女喷泉”（Gänsemädchenbrunnen）。